# 因陀羅耆特

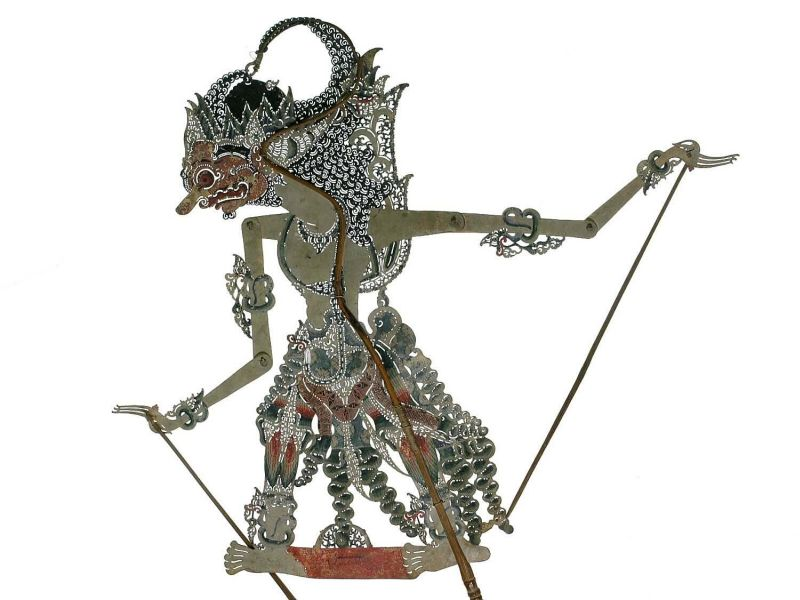
哇揚皮影偶戲中的因陀羅耆特形象

因陀羅耆特（IAST：Indrajit，本名Meghanada，音为「彌迦那陀」，意为「雷鳴」）是印度神话中的一个人物，为罗波那長子。他是七个兄弟之中最为強大的戰士，其能力甚至勝過雷神因陀羅，因此得名因陀羅耆特（Indrajit，戰勝因陀羅者）。他还獲得了三相神的寶物，分別是梵天的法寶梵天之首、毗濕奴的幻惑之寶、濕婆的獸主之寶以及因陀羅的雷霆神鏢，此外他还拥有法寶那迦龍索（Nagapasha，由百萬毒蛇組成的陷阱)，和眾神乘坐的黃金戰車。在他剛出生時，宇宙的星座和行星們按照罗波那的命令排列，因此因陀羅耆特擁有強大的魔法，能任意使用隱形、驅使雷電暴風等妖術。
罗波那在擄走悉多之後，與羅摩等人展開大戰，因陀羅耆特憑著強大的武力和妖術，在戰場上取得捷捷勝利，令猴子大軍死傷慘重，甚至一度重創羅摩兄弟，逼得哈奴曼不得不搬來整座神山。之後他前往秘密基地舉行邪惡的儀式，藉此增強威力，行蹤却被皇叔維毗沙那洩漏，遭致羅摩兄弟阻撓。因陀羅耆特動用所有法寶攻擊他們，卻發現不再能造成傷害。他从而意识到兩兄弟並非普通人(羅摩是毗濕奴化身)，這場仗也注定会以戰敗收場。但他並不愿違背父親的命令，最终于一場明知必敗的戰爭中，被羅摩殺死。